# ラバーカップ

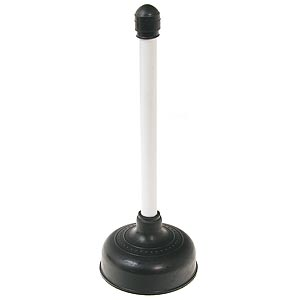
ラバーカップ

ラバーカップは、清掃用具の一つで、トイレの排水口や、風呂場、台所の流し台等の排水管の詰まりを直すための器具である。英語ではプランジャー（plunger）と呼ぶ。

## 形状・原理
ラバーカップには複数の種類があるが、一般的なものは、棒の先にゴム（ラバー）でできた半球状のカップが付いている。洋風便器用のものはカップの先端が筒状になっており、便器のゼット穴と呼ばれる部分に対応している。
ラバーカップは、水溶性のものが詰まった場合や水圧不足の場合に有効である。まずラバーカップを排水口に密着させ、押しつけることによりラバーカップ内の空気を出して、次にラバーカップを上方向に強く引っ張る。この動作を何度か繰り返すことにより、詰まったものを吸引する。水や汚れが飛び散らないように押しつける動作は静かに行うことが好ましい。一度で詰まりが解消されない場合でも、ラバーカップ内の空気が水に置換されることにより、（同じ圧力でも）もう一度押し付けると気体と液体の圧縮性の差によって詰まりが解消される効果が期待できる。

## 名称
ラバーカップは、吸引カップ、吸引器、通水カップ（つうすいカップ）、トイレの吸盤という呼び名でも呼ばれる。また通称としてはスッポン、パッコン、プカプカ、一部地域でぼんてん（梵天）とも呼ばれている。
英語ではプランジャー（plunger）と呼ぶ。英語のラバーカップ（rubber cup）は、この器具全体ではなく、器具の先端のカップ状のゴムの部分を指して用いられる。また、この器具の部品以外にも、例えばブレーキピストンのカップ等を指すのにも用いられる語である。